# Lärkmusseron
Lärkmusseron (Tricholoma psammopus) är en svampart som först beskrevs av Károly Kalchbrenner, och fick sitt nu gällande namn av Lucien Quélet 1875. Lärkmusseron ingår i släktet musseroner och familjen Tricholomataceae.  Arten är reproducerande i Sverige. Inga underarter finns listade i Catalogue of Life.